# Флаг Новосильского района
Флаг муниципального образования Новоси́льский район Орловской области Российской Федерации.
Флаг утверждён 25 июня 2010 года и внесён в Государственный геральдический регистр Российской Федерации с присвоением регистрационного номера 6359.
Флаг муниципального образования Новосильский район Орловской области составлен на основании герба Новосильского района по правилам и соответствующим традициям вексиллологии и отражает исторические, культурные, социально-экономические, национальные и иные местные традиции.

## Описание
«Прямоугольное зелёное полотнище с отношением ширины к длине 2:3, с жёлтым косым крестом, ширина плеч которого равна Ул ширины полотнища; на плечах креста и в середине изображены пять голубых васильков на зелёных стеблях, в зелёных частях — четыре жёлтых колоса».

## Обоснование символики
Флаг, созданный на основе герба Новосильского района, разработан с учётом исторического герба города Новосиля Тульского наместничества, Высочайше утверждённого 8 (19) марта 1778 года.
Использование фигур герба города на районном флаге подчёркивает единство двух муниципальных образований, их историческую и культурную общность.
Особый геральдический приём — повторение несколько раз одной и той же фигуры — обозначает множественность, поэтому четыре золотых пшеничных колоса символизируют плодородие, достаток, изобилие, развитое сельское хозяйство района, пять васильков — богатство и красоту окрестной природы.
Символика золотого креста на флаге района многозначна:
косой крест также называется «андреевским», то есть крестом св. апостола Андрея Первозванного покровителя Русской земли, аллегорически подчёркивает многовековую историю Новосильской земли: районный центр Новосиль — один из древнейших российских городов.
жёлтый крест как образ пересечения торговых дорог символизирует Новосильскую землю как местный центр торговли: здесь долгое время существовала знаменитая на всю округу новосильская ярмарка, собиравшая московских, рязанских, новгородских и владимирских купцов.
Жёлтый цвет (золото) — символ урожая, богатства, стабильности, уважения и интеллекта.
Зелёный цвет — символ природы, здоровья, молодости, жизненной энергии.
Голубой цвет — символ чести, благородства, духовности, возвышенных устремлений.